# Raúl Escobar (saltador)
Raúl Escobar es un deportista colombiano que compitió en saltos de trampolín. Ganó una medalla de bronce en los Juegos Panamericanos de 1967, en la prueba individual.

## Palmarés internacional
| Juegos Panamericanos | Juegos Panamericanos | Juegos Panamericanos | Juegos Panamericanos |
| Año                  | Lugar                | Medalla              | Prueba               |
| -------------------- | -------------------- | -------------------- | -------------------- |
| 1967                 | Winnipeg (Canadá)    | Medalla de bronce    | Trampolín 3 m        |